# Julien Maitron
Julien Maitron (Dompierre-sur-Nièvre, 20 de febrer de 1881 - Tourriers, 20 d'octubre de 1972) fou un ciclista francès, professional entre el 1904 i el 1912. En el seu palmarès destaca una victòria d'etapa al Tour de França de 1910.

## Palmarès
- 1909
  - 1r a la París-Calais
- 1910.
  - Vencedor d'una victòria d'etapa al Tour de França

### Resultats al Tour de França
- 1904. 5è de la classificació general
- 1905. 10è de la classificació general
- 1907. Abandona (12a etapa)
- 1908. Abandona (4a etapa)
- 1909. 11è de la classificació general
- 1910. 9è de la classificació general i vencedor d'una etapa
- 1911. 14è de la classificació general
- 1912. 27è de la classificació general